# ラウス県
ラウス県（愛: Contae Lú、英: County Louth）は、アイルランド東部、レンスター地方の県。2016年の人口は127,711人。

## 主な都市
- ダンドーク
- ドロヘダ
- ターモンフェキン